# Academy Sports + Outdoors
Academy Sports + Outdoors (NASDAQ: ASO

) er en amerikansk sportsforretningskæde, der er baseret ved Houston, Texas. De har 275 butikker i 18 amerikanske delstater. I 2022 havde de en årsomsætning på ca. 6,4 mia. $ og 22.000 ansatte.
Academy Sports + Outdoors blev etableret i 1938.